# Мозамбикская бычья акула
Мозамбикская бычья акула, или африканская рогатая акула (лат. Heterodontus ramalheira) — редкий и малоизученный вид хрящевых рыб рода бычьих акул семейства разнозубых акул. Обитает в западной части Индийского океана на глубине от 40 до 275 м. Вероятно, размножается, откладывая яйца. Питается ракообразными. Максимальная зафиксированная длина 64 см. Не является объектом коммерческого промысла. Вид известен всего по нескольким экземплярам.

## Таксономия
Впервые вид научно описан в 1949 году. Голотип представляет собой самку длиной 58,8 см, пойманную у берегов Мозамбика.

## Ареал
Мозамбикские бычьи акулы обитают в восточной части Индийского океана на внешнем крае континентального шельфа и в верхней части материкового склона на глубине от 40 до 275 м, в основном глубже 100 м. Эти акулы встречаются у берегов Мозамбика, Омана, Сомали, ЮАР (Квазулу-Наталь) и Йемена.

## Описание
У мозамбикских бычьих акул крупная голова с тупым и коротким рылом. Имеются довольно высокие надглазничные выступы, которые резко обрываются позади глаз. Ноздри обрамлены на входящие и выходящие отверстия длинными кожными лоскутами. За глазами имеются брызгальца. Передние зубы небольшие и заострённые. Боковые зубы крупнее, вытянуты продольно и имеют форму моляров.
Стройное тело имеет форму цилиндра. Грудные плавники крупные и закруглённые. Спинные плавники высокие. Первый спинной плавник крупнее второго. Его основание начинается над основанием грудных плавников. У основания обоих спинных плавников имеется вертикальный шип. Основание второго спинного плавника находится между основаниями брюшных и грудных плавников. Основание анального плавника расположено позади основания второго спинного плавника. Основной окрас красно-коричневого цвета, по нему разбросаны маленькие белые пятнышки.

## Биология
Вероятно, мозамбикские бычьи акулы размножаются, откладывая яйца. Рацион состоит преимущественно из крабов. Самцы достигают длины не менее 64 см. Новорожденные и молодые акулы были обнаружены у южного побережья Мозамбика на глубине 110 м.

## Взаимодействие с человеком
Эти акулы не представляют опасности для человека и не являются объектом промышленной добычи. Данных для оценки статуса сохранности вида недостаточно.